# Arubani Fluctus
L'Arubani Fluctus è una struttura geologica della superficie di Venere.